# Dolní Flajšar
Dolní Flajšar je rybník o rozloze 1,3 ha nalézající se při severovýchodním břehu jezera I (největšího jezera pískovny Štít) asi 1,2 km jihozápadně od obce Štít. V roce 2018 byl rybník zarostlý litorálním porostem bez zadržené vody. Břehové partie rybníka jsou porostlé borovou monokulturou.
Jedná se o takzvaný nebeský rybník bez stálého přítoku vody, závislý především na zimních srážkách.

## Galerie

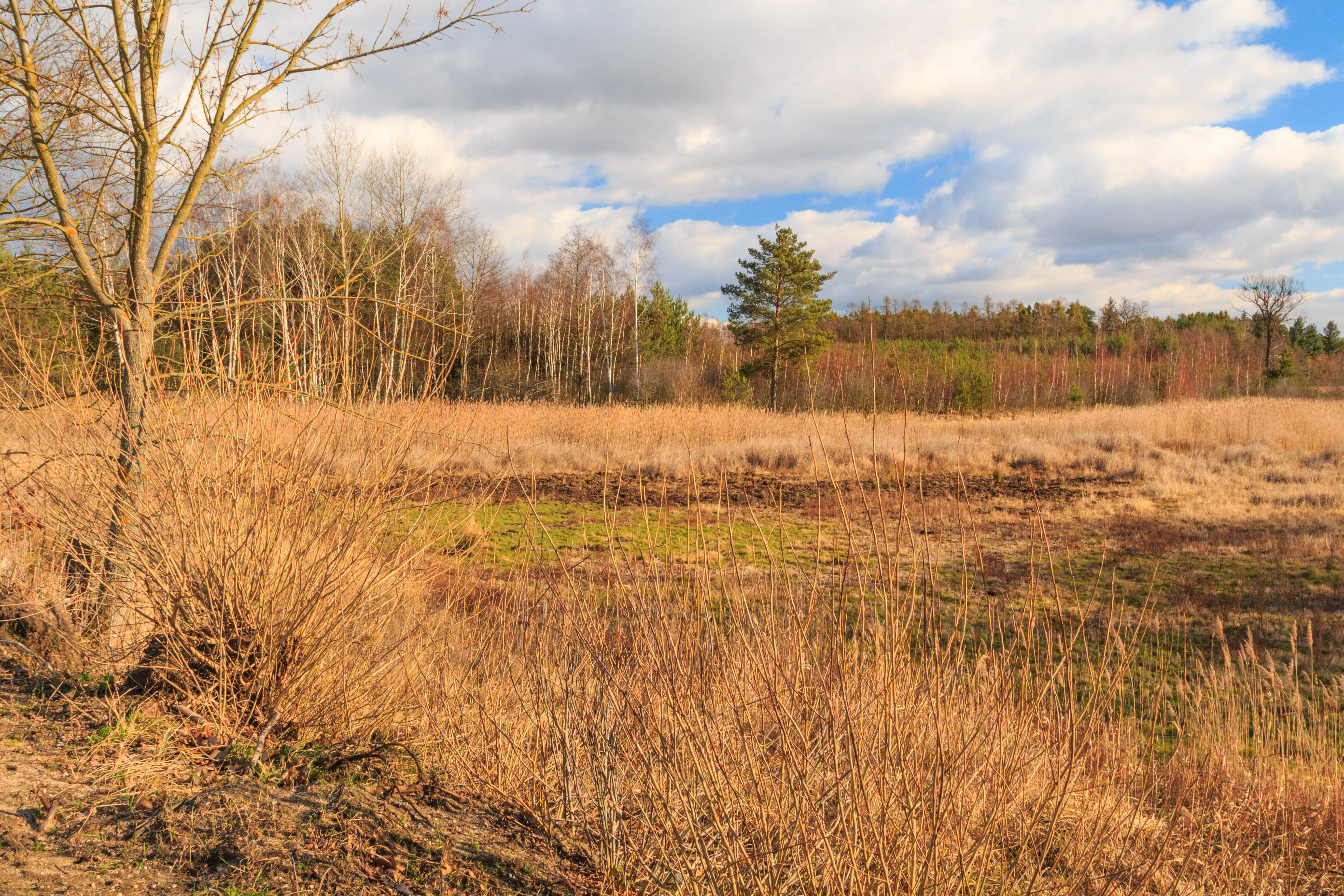
vypuštěný dolní Flajšar
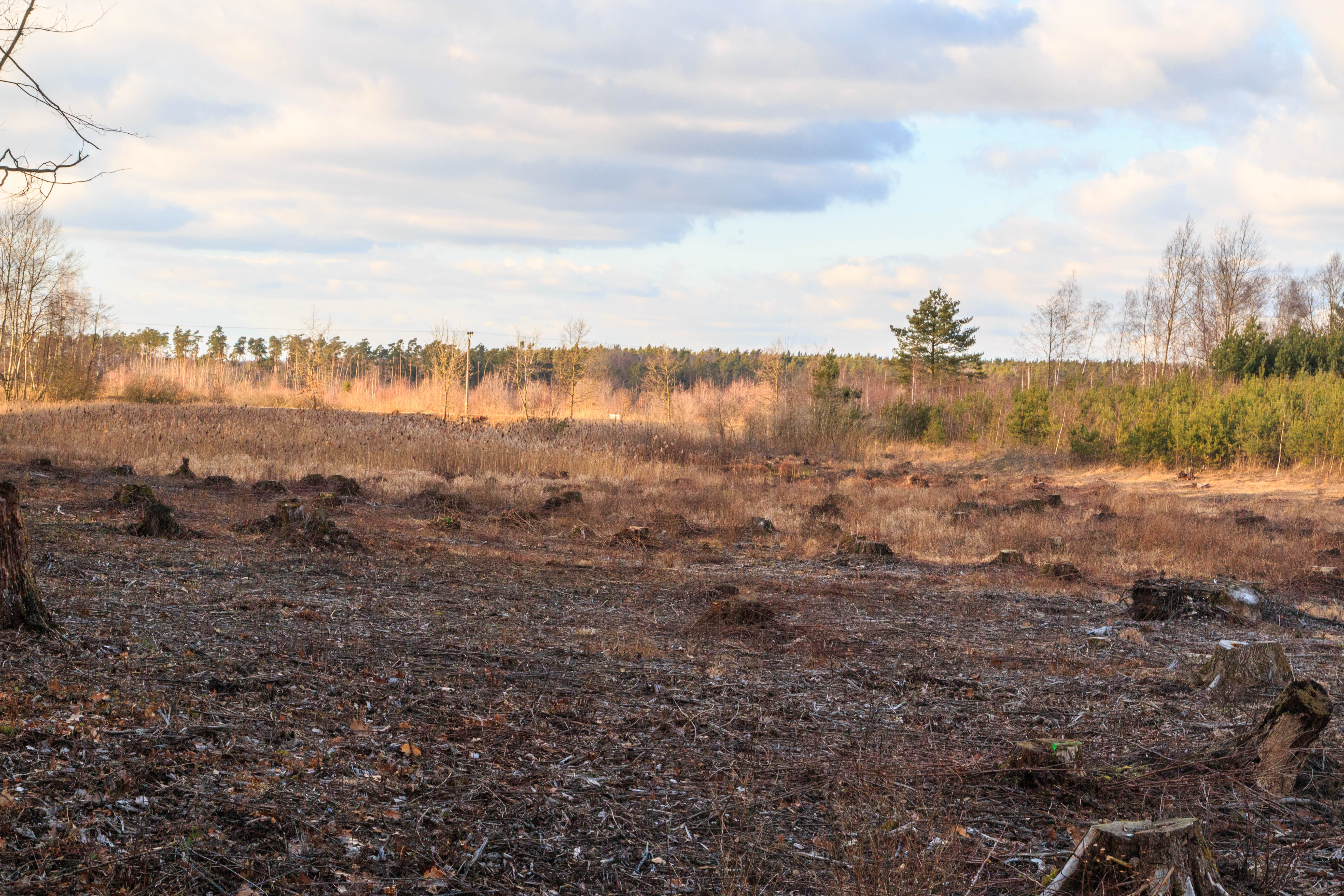
vypuštěný dolní Flajšar